# شتییوویتسه
شتییوویتسه (به لاتین: Šetějovice) یک منطقهٔ مسکونی در جمهوری چک است که در ناحیه بنشوو واقع شده‌است.